# Fort McMurray—Cold Lake
Circonscription électorale fédérale du Canada
Fort McMurray—Cold Lake est une circonscription électorale fédérale canadienne de l'Alberta qui contient les villes de Wood Buffalo, Lac La Biche et Cold Lake. Elle a été créée en 2012 des circonscriptions de Fort McMurray—Athabasca et Westlock—St. Paul et représentée pour la première fois lors des élections générales de 2015.
Cette vaste circonscription est bordée au nord par la frontière avec les Territoires du Nord-Ouest et à l'est par la frontière avec la Saskatchewan.
Les circonscriptions limitrophes sont
- au sud: Lakeland
- à l'ouest : Peace River—Westlock.

Lors du redécoupage électoral de 2022, la circonscription est très peu modifiée, ne s'agrandissant que d'une petite portion de territoire prise sur Lakeland

## Liste des députés
| Législature                                                                                   | Années       | Député          | Député        | Parti        |
| --------------------------------------------------------------------------------------------- | ------------ | --------------- | ------------- | ------------ |
| Fort McMurray—Cold Lake issue d'une partie de Fort McMurray—Athabasca et de Westlock—St. Paul |              |                 |               |              |
| 42e                                                                                           | 2015–2019    |                 | David Yurdiga | Conservateur |
| 43e                                                                                           | 2019–2021    |                 | David Yurdiga | Conservateur |
| 44e                                                                                           | 2021–Présent | Laila Goodridge |               | Conservateur |

## Résultats électoraux
|       | Candidat       | Parti             | # de voix | % des voix |
|       | David Yurdiga  | Conservateur      | +28 625,  | 60,56 %    |
|       | Kyle Harrietha | Libéral           | +13 403,  | 28,36 %    |
|       | Melody Lapine  | NPD               | +03 663,  | 7,75 %     |
|       | Brian Deheer   | Vert              | +00743,   | 1,57 %     |
|       | Roelof Janssen | Héritage chrétien | +00280,   | 0,59 %     |
|       | Scott Berry    | Parti libertarien | +00552,   | 1,17 %     |
| Total | Total          | Total             | 47 266    | 100 %      |